# عبد الله أزماني
عبد الله أزماني (مواليد سنة 1947، أغادير) سياسي مغربي شغل منصب الأمين العام للاتحاد المغربي للديمقراطية من يوليو 2006 إلى مايو 2012. توفي يوم 16 يوليوز 2025 على إثر ازمة قلبية

## مسيرته
عبد الله أزماني حاصل على شهادة في الاقتصاد السياسي. بدأ حياته المهنية عام 1964 في وزارة المالية.
في 22 أبريل 1987، تم تعيينه وزيراً للصناعة والتجارة.‘
خلال الانتخابات التشريعية المغربية 1993، تم انتخابه نائبا لمجلس النواب المغربي تحت ألوان حزب الاتحاد الدستوري.
في يناير 1995 ، تم تعيينه وزيراً للشؤون الثقافية في حكومة الفيلالي الثانية. وفي أغسطس 1997، خلفته عزيزة بناني في حكومة الفيلالي الثالثة.
في عام 2000، تم تعيينه سفيرا للمغرب لدى دولة الإمارات العربية المتحدة.
في يوليو 2006، بعد نزاع مع قادة الاتحاد الدستوري، أعلن عن إنشاء حزب سياسي خاص به، يسمى الاتحاد المغربي للديمقراطية.